# 诺贝尔和平奖得主世界峰会
诺贝尔和平奖得主世界峰会是由瓦季姆·扎格拉金和戈尔巴乔夫基金会创建的活动，每年举办一次。由前苏联总统、诺贝尔和平奖得主戈尔巴乔夫任主持，罗马前市长瓦尔特·韦尔特罗尼任共同主持。峰会吸引了诺贝尔和平奖得主、备受瞩目的领导者和来自世界各地的组织参与。目前该峰会由“诺贝尔和平奖得主世界峰会常设秘书处”组织（这是一家创建于2006年、总部设在罗马和莫斯科的非营利机构）。
首届诺贝尔和平奖得主世界峰会于1999年召开。

## 過往主辦國家
|        | 日期                 | 主办国家 | 主办城市 | 与会者 |
| ------ | -------------------- | -------- | -------- | --- |
| 第14届 | 2014年12月14日       | 意大利   | 罗马     | |
| 第13届 | 2013年10月21日－23日 | 波兰     | 华沙     | 戈尔巴乔夫、穆罕默德·尤纳斯、第十四世达赖喇嘛、弗雷德里克·威廉·德克勒克、希林·伊巴迪、莱赫·瓦文萨、梅里德·科里根·麥奎爾、貝蒂·威廉斯、国际和平局、美国公谊服务委员会、大赦国际、国际防止核战争医生组织、帕格沃什科学和世界事务会议、政府間氣候變化專門委員會、联合国、联合国难民署、欧盟                                                                                      |
| 第12届 | 2012年04月23日－25日 | 美国     | 芝加哥   | 戈尔巴乔夫、穆罕默德·尤纳斯、第十四世达赖喇嘛、弗雷德里克·威廉·德克勒克、吉米·卡特、希林·伊巴迪、乔迪·威廉斯、莱赫·瓦文萨、国际和平局、美国公谊服务委员会、红十字国际委员会、大赦国际、国际防止核战争医生组织、帕格沃什科学和世界事务会议、国际反地雷组织、联合国经济和社会事务部、政府間氣候變化專門委員會                                                                   |
| 第11届 | 2010年11月12日－14日 | 日本     | 广岛     | 戈尔巴乔夫、第十四世达赖喇嘛、弗雷德里克·威廉·德克勒克、莱赫·瓦文萨、穆罕默德·巴拉迪、梅里德·科里根·麥奎爾、希林·伊巴迪、乔迪·威廉斯、联合国、联合国难民署、國際勞工組織、红十字国际委员会、红十字会与红新月会国际联合会、国际防止核战争医生组织、帕格沃什科学和世界事务会议、国际和平局、美国公谊服务委员会、無國界醫生、大赦国际                                            |
| 第10届 | 2009年11月09日－11日 | 德国     | 柏林     | 戈尔巴乔夫、弗雷德里克·威廉·德克勒克、莱赫·瓦文萨、穆罕默德·尤纳斯、梅里德·科里根·麥奎爾、貝蒂·威廉斯、艾哈迈德·卡特拉达（代表纳尔逊·曼德拉）、联合国、红十字国际委员会、大赦国际、國際勞工組織、政府間氣候變化專門委員會、帕格沃什科学和世界事务会议、国际防止核战争医生组织、美国公谊服务委员会、国际和平局                                                                 |
| 第09届 | 2008年12月11日－13日 | 法国     | 巴黎     | 戈尔巴乔夫、弗雷德里克·威廉·德克勒克、莱赫·瓦文萨、約翰·休姆、梅里德·科里根·麥奎爾、貝蒂·威廉斯、联合国（维持和平行动部）、联合国难民署、政府間氣候變化專門委員會、国际防止核战争医生组织、国际和平局、美国公谊服务委员会、帕格沃什科学和世界事务会议、国际红十字与红新月运动、國際勞工組織、国际反地雷组织、联合国儿童基金会                                                 |
| 第08届 | 2007年12月13日－15日 | 意大利   | 罗马     | 戈尔巴乔夫、第十四世达赖喇嘛、梅里德·科里根·麥奎爾、穆罕默德·尤纳斯、莱赫·瓦文萨、貝蒂·威廉斯、国际防止核战争医生组织、国际和平局、美国公谊服务委员会、國際法研究院、帕格沃什科学和世界事务会议、红十字国际委员会、联合国儿童基金会、联合国、國際勞工組織、無國界醫生、国际原子能机构、大赦国际、联合国难民署、国际反地雷组织                                                 |
| 第07届 | 2006年11月17日－19日 | 意大利   | 罗马     | 戈尔巴乔夫、莱赫·瓦文萨、梅里德·科里根·麥奎爾、卡洛斯·菲利普·西门内斯·贝洛、丽塔·列维-蒙塔尔奇尼、胡安·索马维亚、杰里米·里夫金、国际原子能机构 |
| 第06届 | 2005年11月24日－26日 | 意大利   | 罗马     | 戈尔巴乔夫、莱赫·瓦文萨、弗雷德里克·威廉·德克勒克、貝蒂·威廉斯、梅里德·科里根·麥奎爾、里戈韦塔·门楚、阿道弗·佩雷斯·埃斯基维尔、美国公谊服务委员会、大赦国际、国际反地雷组织、無國界醫生、国际防止核战争医生组织、國際勞工組織、国际和平局、帕格沃什科学和世界事务会议、联合国、联合国难民署、联合国儿童基金会                                                                 |
| 第05届 | 2004年11月10日－12日 | 意大利   | 罗马     | 戈尔巴乔夫、金大中、莱赫·瓦文萨、若泽·拉莫斯·奥尔塔、貝蒂·威廉斯、梅里德·科里根·麥奎爾、里戈韦塔·门楚、卡洛斯·菲利普·西门内斯·贝洛、阿道弗·佩雷斯·埃斯基维尔、约瑟夫·罗特布拉特、美国公谊服务委员会、国际反地雷组织、联合国儿童基金会、联合国、联合国难民署、帕格沃什科学和世界事务会议、国际防止核战争医生组织、國際勞工組織、国际和平局、國際法研究院、無國界醫生、大赦国际 |
| 第04届 | 2003年11月27日－30日 | 意大利   | 罗马     | 第十四世达赖喇嘛、戈尔巴乔夫、梅里德·科里根·麥奎爾、希蒙·佩雷斯、奥斯卡·阿里亚斯·桑切斯、莱赫·瓦文萨、貝蒂·威廉斯、乔迪·威廉斯、美国公谊服务委员会、大赦国际、国际反地雷组织、國際勞工組織、联合国（维持和平行动部）、联合国儿童基金会、國際法研究院、帕格沃什科学和世界事务会议、国际和平局、国际防止核战争医生组织、联合国难民署                                            |
| 第03届 | 2002年10月18日－21日 | 意大利   | 罗马     | 戈尔巴乔夫、里戈韦塔·门楚、阿道弗·佩雷斯·埃斯基维尔、约瑟夫·罗特布拉特、莱赫·瓦文萨、貝蒂·威廉斯、國際法研究院、国际和平局、美国公谊服务委员会、联合国难民署、國際勞工組織、联合国（维持和平行动部）、国际防止核战争医生组织、帕格沃什科学和世界事务会议、国际反地雷组织、無國界醫生、大赦国际                                                                                |
| 第02届 | 2000年11月11日－12日 | 意大利   | 罗马     | 戈尔巴乔夫、莱赫·瓦文萨、约瑟夫·罗特布拉特、貝蒂·威廉斯、阿道弗·佩雷斯·埃斯基维尔、國際勞工組織、红十字国际委员会、国际和平局、無國界醫生、联合国、联合国难民署、美国公谊服务委员会、大赦国际、國際法研究院、国际防止核战争医生组织、国际反地雷组织、联合国儿童基金会 |
| 第01届 | 1999年04月21日－22日 | 意大利   | 罗马     | 戈尔巴乔夫、弗雷德里克·威廉·德克勒克、貝蒂·威廉斯、里戈韦塔·门楚、希蒙·佩雷斯、约瑟夫·罗特布拉特、戴维·特林布尔 |

## 社會活動獎
峰會不定期授予社會活動獎（Award for Social Activism），歷次得主如下：
- 2003年 PeaceJam
- 2010年 日本原水爆被害者團體協議會
- 2012年 Chaeli Mycroft from South Africa

## 2014年南非峰會
第14届诺贝尔和平奖得主世界峰会原计划于2014年10月在南非开普敦举行，但受到南非拒发签证给第十四世达赖喇嘛影响，多名诺贝尔和平奖得主宣布抵制这次会议。同年10月，乔迪·威廉斯宣布此次会议被取消；12月，会议改在罗马召开。在12月14日的闭幕式上，亚特兰大市市长卡卡西姆·里德宣布，第15届诺贝尔和平奖得主世界峰会将在美国亚特兰大市举办。